# 디트리히 크라이스
디트리히 크라이스(독일어: Dietrich Kraiss, 1889년 11월 16일 ~ 1944년 8월 2일)는 제1차 세계 대전과 제2차 세계 대전에 참전한 노련한 독일 육군 장군이다. 제352보병사단장으로서 서방 연합군의 노르망디 상륙 작전 당시 오마하 해변으로 상륙한 미군을 상대로 치열한 방어전을 수행한 일로 유명하다.

## 약력
- 1889년 11월 16일 독일 슈투트가르트에서 출생.
- 1909년 3월 24일 제126 보병 연대에 소위로 임관.
- 1914년~1918년 제126 보병 연대에서 소대장, 연대 기관총 장교, 대대장 등으로 근무.
- 1919년 8월 30일 제26 소총 연대 중대장으로 취임.
- 1920년 10월 1일 제25 소총 연대 중대장으로 전속.
- 1921년 1월 1일 제13 보병 연대 중대장으로 전속.
- 1925년 2월 보병 학교로 파견.
- 1928년 10월 1일 동학교에서 제13 보병 연대 중대장으로 복귀.
- 1931년 5월 1일 국방성(RWM)으로 전속.
- 1934년 10월 1일 루트빅스부르크 보병 연대 대대장에 취임.
- 1935년 10월 15일 제119 보병 연대 대대장에 취임.
- 1937년 10월 11일 함부르크에 주둔한 제90 보병 연대 대대장에 취임.
- 1941년 3월 15일 제10 군관구 소속 예비 장교로 전속.
- 1941년 7월 8일 제168 보병 사단장에 취임.
- 1943년 3월 9일 제168 보병 사단장에서 퇴임.
- 1943년 3월 25 제10 군관구 소속 예비 장교로 전속.
- 1943년 5월 14일 제355 보병 사단장에 취임.
- 1943년 11월 6일 제352 보병 사단장에 취임.
- 1944년 8월 2일 노르망디 생로 남방 지구에서 연합군의 폭격에 치명상을 입음.
- 1944년 동월 동일 동프롱 근방 페롱(Perron)에 있는 응급 구호소에서 사망.

## 진급 내역
- 1909년 3월 24일 소위 임관
- 1915년 6월 18일 중위
- 1918년 7월 15일 대위
- 1931년 5월 1일 소령
- 1934년 9월 1일 중령
- 1937년 3월 1일 대령
- 1941년 2월 1일 소장
- 1942년 10월 1일 중장

## 서훈 내역
- 1914년 9월 18일 2급 철십자장
- 1915년 6월 7일 1급 철십자장
- 1918년 ??월 ??일 전상장 흑장
- 1939년 9월 18일 2급 철십자장 보장
- 1939년 10월 3일 1급 철십자장 보장
- 1942년 2월 28일 독일 황금십자장 (제168 보병 사단장)
- 1942년 7월 23일 기사철십자장 (1047번째, 제168 보병 사단장)
- 1944년 8월 11일 백엽 기사철십자장 (549번째, 제352 보병 사단장)

## 참고 문헌
- Mike Miller, Axis Biographical Research "Dietrich Kraiss"